# Kutogirang
Kutogirang is een bestuurslaag in het regentschap Mojokerto van de provincie Oost-Java, Indonesië. Kutogirang telt 3832 inwoners (volkstelling 2010).